# Симингтон, Джон Файф
Джон Файф Симингтон (англ. John Fife Symington III; род. 12 августа 1945 года, Нью-Йорк) — американский бизнесмен и 19-й губернатор Аризоны с 1991 года до своего судебного осуждения и последующей отставки в 1997 году.

## Биография

### Семья и образование
Симингтон происходит из известной семьи Мэриленда, он — правнук стального магната Генри Клея Фрика, его отец Джон Файф Симингтон-младший (1910—2007) был послом США в Тринидаде и Тобаго в 1969—1971 годах. Его двоюродный брат Стюарт Симингтон был сенатором США от штата Миссури. Он женился на Энн Олин Прицлаф, наследнице семьи Олин. У них есть пятеро детей и четверо внуков.
Джон учился в престижной школе Гилман в Балтиморе, затем поступил в Гарвардский университет, который окончил в 1968 году со степенью по истории голландского искусства и был членом Фарфорового клуба. Служил в ВВС США во время Вьетнамской войны, находясь на базе ВВС Луки в графстве Марикопа, штат Аризона. Он оставался в Аризоне и стал принимать участие в развитии недвижимости, основав свою собственную компанию Симингтон в 1976 году.
Прихожанин Церкви Святого Варнавы в пустыне, расположенной в Парадайс-Валли, штат Аризона

### Губернаторство

#### Первый срок (1991—1995)
Симингтон победил на выборах на пост губернатора штата Аризона в 1990 году с 44 % голосов от республиканцев, став первым среди четырёх кандидатов. Он был приведён к присяге 6 марта 1991 года. Во время своего первого срока губернатор был предметом расследования его участия в юго-западной ссудосберегательной ассоциации. Позднее он был снят и переизбран в 1994 году.

#### Второй срок (1995—1997)
Национальный парк Гранд-Каньон был закрыт впервые в ноябре 1995 года из-за отсутствия денег в федеральном бюджете. Позже Симингтон был осуждён по обвинению в вымогательстве, ложных отчётах, а также банковском мошенничестве. Он был признан виновным в банковском мошенничестве в 1997 году. По законам штата Аризона осуждённым преступникам не разрешается выполнять свои обязанности, поэтому Симингтон покинул свой пост 5 сентября 1997 года. Это постановление, однако, было отменено в 1999 году Девятым окружным апелляционным судом.
В апреле 2007 года Симингтон был назначен председателем Совета попечителей Ботанического сада Санта-Барбары.

### НЛО
В 2007 году Файф заявил, что он был свидетелем одного из «кораблей неизвестного происхождения» в 1997 году во время событий в Финиксе, однако отметил, что он не пошёл к общественности с информацией.
Однако когда Файф был губернатором в 1997 году, он обещал разобраться во всём, потом быстро высмеял явление и свидетелей на своей пресс-конференции, на которой начальник его штаба оделся в костюм пришельца, сказав журналистам, что они нашли виновника.